# Danh sách đĩa nhạc của Lily Allen
Danh sách đĩa nhạc của ca sĩ-nhạc sĩ người Anh Lily Allen gồm 3 album phòng thu, 2 EP, 14 đĩa đơn hát đơn, 6 đĩa đơn với vai trò hợp tác và 20 video âm nhạc.
Thể loại âm nhạc của Allen là sự kết hợp giữa pop, ska, electropop và R&B. Lily Allen bắt đầu được biết đến trên Myspace, nơi cô đã bắt đầu đăng các bài hát demo từ năm 2005. Chất giọng khá lạ tai của Allen nhanh chóng thu hút hàng chục nghìn người nghe và sự nổi tiếng này đã dẫn đến sự hợp tác của cô với hãng thu âm Regal Recordings. Đĩa đơn đầu tay "Smile", phát hành năm 2006, đã đạt vị trí quán quân trên UK Singles Chart trong 2 tuần và không lâu sau, album phòng thu đầu tiên Alright, Still đã được phát hành. Nó rất thành công về mặt thương mại, đạt được chứng nhận 3× Bạch kim ở Anh, chứng nhận Vàng ở Hoa Kỳ, đồng thời giành được một đề cử hạng mục Album nhạc alternative xuất sắc nhất tại Giải Grammy lần thứ 50. Các đĩa đơn tiếp theo được phát hành là "LDN", "Littlest Things" và "Alfie", đều đã không đạt được vị trí xếp hạng cao như thành công trước đó, chỉ có "LDN" là leo lên tới #6 trên UK Singles Chart.
Năm 2009, Allen phát hành album phòng thu thứ hai, It's Not Me, It's You. Album này thiên nhiều hơn về thể loại electropop chứ không còn đậm chất ska và reggae của Jamaica như album đầu. Album cũng đạt vị trí số 1 trên UK Albums Chart, Australian ARIA Charts và Canadian Albums Chart. Đĩa đơn đầu tiên từ album là "The Fear" đã đạt vị trí #1 ở Anh trong 4 tuần. Các đĩa đơn khác là "Not Fair" (lọt vào top 10 ở Anh), "Fuck You" (là đĩa đơn thứ hai lọt vào bảng xếp hạng ở Mỹ), "22" và gần đây nhất là "Who'd Have Known". EP đầu tiên của Lily Allen có tên F.U.E.P., đã phát hành trên iTunes tháng 3 năm 2009 và EP thứ hai Paris Live Session, cũng đã phát hành tháng 11 năm đó.

## Album

### Album phòng thu
| Năm  | Chi tiết album | Vị trí xếp hạng cao nhất | Vị trí xếp hạng cao nhất | Vị trí xếp hạng cao nhất | Vị trí xếp hạng cao nhất | Vị trí xếp hạng cao nhất | Vị trí xếp hạng cao nhất | Vị trí xếp hạng cao nhất | Vị trí xếp hạng cao nhất | Vị trí xếp hạng cao nhất | Vị trí xếp hạng cao nhất | Doanh số                                                           | Chứng nhận |
| Năm  | Chi tiết album | UK                       | AUS                      | BEL (FL)                 | CAN                      | FRA                      | IRE                      | NL                       | NZ                       | SWI                      | US                       | Doanh số                                                           | Chứng nhận |
| ---- | --- | ------------------------ | ------------------------ | ------------------------ | ------------------------ | ------------------------ | ------------------------ | ------------------------ | ------------------------ | ------------------------ | ------------------------ | ------------------------------------------------------------------ | --- |
| 2006 | Alright, Still - Phát hành: 13 tháng 7 năm 2006 - Hãng đĩa: Regal - Định dạng: CD, LP, tải nhạc số                   | 2                        | 7                        | 24                       | 21                       | 47                       | 6                        | 27                       | 22                       | 53                       | 20                       | - UK: 1.117.604 - US: 627.000 - Thế giới: 2.500.000                | - BPI: 3× Bạch kim - ARIA: Bạch kim - IRMA: Bạch kim - MC: Vàng - RIAA: Vàng - RMNZ: Vàng - SNEP: Bạc                                    |
| 2009 | It's Not Me, It's You - Phát hành: 4 tháng 2 năm 2009 - Hãng đĩa: Regal, Parlophone - Định dạng: CD, LP, tải nhạc số | 1                        | 1                        | 5                        | 1                        | 11                       | 3                        | 17                       | 9                        | 6                        | 5                        | - FRA: 111.200 - UK: 1.016.169 - US: 353.000 - Thế giới: 2.000.000 | - BPI: 3× Bạch kim - ARIA: 4× Bạch kim - BEA: Bạch kim - IFPI SWI: Vàng - IRMA: 2× Bạch kim - MC: Vàng - RMNZ: Bạch kim - SNEP: Bạch kim |
| 2014 | Sheezus - Phát hành: 2 tháng 5 năm 2014 - Hãng đĩa: Regal, Parlophone - Định dạng: CD, LP, tải nhạc số               | 1                        | 4                        | 31                       | 16                       | 32                       | 4                        | 26                       | 9                        | 16                       | 12                       |                                                                    | - BPI: Vàng |

### EP
| Năm  | Chi tiết album                                                                                  |
| ---- | ----------------------------------------------------------------------------------------------- |
| 2009 | F.U.E.P. - Phát hành: 31 tháng 3 năm 2009 - Hãng đĩa: Capitol - Định dạng: Tải nhạc số          |
| 2009 | Paris Live Session - Phát hành: 24 tháng 11 năm 2009 - Hãng đĩa: Regal - Định dạng: Tải nhạc số |

## Đĩa đơn

### Với vai trò hát chính
| Năm                                                                                       | Tên đĩa đơn              | Vị trí xếp hạng cao nhất | Vị trí xếp hạng cao nhất | Vị trí xếp hạng cao nhất | Vị trí xếp hạng cao nhất | Vị trí xếp hạng cao nhất | Vị trí xếp hạng cao nhất | Vị trí xếp hạng cao nhất | Vị trí xếp hạng cao nhất | Vị trí xếp hạng cao nhất | Vị trí xếp hạng cao nhất | Chứng nhận                                             | Album                 |
| Năm                                                                                       | Tên đĩa đơn              | UK                       | AUS                      | BEL (FL)                 | FRA                      | GER                      | IRE                      | NL                       | NZ                       | SWI                      | US                       | Chứng nhận                                             | Album                 |
| ----------------------------------------------------------------------------------------- | ------------------------ | ------------------------ | ------------------------ | ------------------------ | ------------------------ | ------------------------ | ------------------------ | ------------------------ | ------------------------ | ------------------------ | ------------------------ | ------------------------------------------------------ | --------------------- |
| 2006                                                                                      | "Smile"                  | 1                        | 14                       | 27                       | 16                       | 67                       | 6                        | 10                       | 6                        | 21                       | 49                       | - BPI: Vàng - RIAA: Vàng                               | Alright, Still        |
| 2006                                                                                      | "LDN"                    | 6                        | 39                       | —                        | —                        | —                        | 21                       | —                        | 23                       | 88                       | —                        |                                                        | Alright, Still        |
| 2006                                                                                      | "Littlest Things"        | 21                       | —                        | —                        | —                        | —                        | —                        | —                        | —                        | —                        | —                        |                                                        | Alright, Still        |
| 2007                                                                                      | "Alfie"                  | 15                       | —                        | —                        | —                        | —                        | 31                       | —                        | 15                       | —                        | —                        |                                                        | Alright, Still        |
| 2007                                                                                      | "Shame for You"          | 15                       | —                        | —                        | —                        | —                        | —                        | —                        | —                        | —                        | —                        |                                                        | Alright, Still        |
| 2008                                                                                      | "The Fear"               | 1                        | 3                        | 5                        | 15                       | 12                       | 5                        | 29                       | 14                       | 14                       | 80                       | - BPI: Bạch kim - ARIA: Bạch kim - MC: Vàng            | It's Not Me, It's You |
| 2009                                                                                      | "Not Fair"               | 5                        | 3                        | 12                       | —                        | 12                       | 3                        | 4                        | 20                       | 6                        | —                        | - BPI: Vàng - ARIA: Bạch kim - IFPI SWI: Vàng          | It's Not Me, It's You |
| 2009                                                                                      | "Fuck You"               | 104                      | 23                       | 1                        | 14                       | 49                       | —                        | 3                        | —                        | 5                        | 68                       | - ARIA: Vàng - BEA: Vàng - IFPI SWI: Vàng - SNEP: Vàng | It's Not Me, It's You |
| 2009                                                                                      | "22"                     | 14                       | 12                       | 34                       | 23                       | 85                       | 12                       | 18                       | 28                       | 71                       | —                        | - ARIA: Vàng                                           | It's Not Me, It's You |
| 2009                                                                                      | "Who'd Have Known"       | 39                       | 54                       | —                        | —                        | —                        | —                        | —                        | —                        | —                        | —                        |                                                        | It's Not Me, It's You |
| 2013                                                                                      | "Somewhere Only We Know" | 1                        | —                        | —                        | 6                        | —                        | 1                        | —                        | —                        | 52                       | —                        | - BPI: Bạch kim                                        | Sheezus               |
| 2013                                                                                      | "Hard out Here"          | 9                        | 14                       | 24                       | 78                       | 2                        | 21                       | 32                       | 14                       | 6                        | —                        | - ARIA: Bạch kim - BVMI: Vàng                          | Sheezus               |
| 2014                                                                                      | "Air Balloon"            | 7                        | 15                       | —                        | —                        | 40                       | 8                        | —                        | 30                       | 65                       | —                        | - ARIA: Vàng                                           | Sheezus               |
| 2014                                                                                      | "Our Time"               | 43                       | 60                       | —                        | —                        | —                        | —                        | —                        | —                        | —                        | —                        |                                                        | Sheezus               |
| 2014                                                                                      | "URL Badman"             | 93                       | —                        | —                        | —                        | —                        | —                        | —                        | —                        | —                        | —                        |                                                        | Sheezus               |
| 2014                                                                                      | "As Long as I Got You"   | —                        | 45                       | —                        | —                        | —                        | —                        | —                        | —                        | —                        | —                        |                                                        | Sheezus               |
| "—" nghĩa là không lọt được vào bảng xếp hạng, hoặc không được phát hành tại quốc gia đó. |                          |                          |                          |                          |                          |                          |                          |                          |                          |                          |                          |                                                        |                       |

### Với vai trò hợp tác
| Năm                                                                                       | Tên đĩa đơn                                                      | Vị trí xếp hạng cao nhất | Vị trí xếp hạng cao nhất | Vị trí xếp hạng cao nhất | Vị trí xếp hạng cao nhất | Vị trí xếp hạng cao nhất | Vị trí xếp hạng cao nhất | Vị trí xếp hạng cao nhất | Vị trí xếp hạng cao nhất | Vị trí xếp hạng cao nhất | Vị trí xếp hạng cao nhất | Chứng nhận                                      | Album                |
| Năm                                                                                       | Tên đĩa đơn                                                      | UK                       | AUS                      | BEL (FL)                 | CAN                      | FRA                      | GER                      | IRE                      | NL                       | NZ                       | US                       | Chứng nhận                                      | Album                |
| ----------------------------------------------------------------------------------------- | ---------------------------------------------------------------- | ------------------------ | ------------------------ | ------------------------ | ------------------------ | ------------------------ | ------------------------ | ------------------------ | ------------------------ | ------------------------ | ------------------------ | ----------------------------------------------- | -------------------- |
| 2007                                                                                      | "Oh My God" (Mark Ronson hợp tác với Lily Allen)                 | 8                        | 72                       | 19                       | —                        | —                        | —                        | 21                       | —                        | —                        | —                        |                                                 | Version              |
| 2007                                                                                      | "Drivin' Me Wild" (Common hợp tác với Lily Allen)                | 56                       | —                        | —                        | —                        | —                        | —                        | —                        | —                        | —                        | —                        |                                                 | Finding Forever      |
| 2009                                                                                      | "Beds Are Burning" (cùng nhiều nghệ sĩ)                          | —                        | —                        | —                        | —                        | —                        | —                        | —                        | —                        | —                        | —                        |                                                 | Đĩa đơn không album  |
| 2010                                                                                      | "Just Be Good to Green" (Professor Green hợp tác với Lily Allen) | 5                        | 49                       | —                        | —                        | —                        | —                        | 17                       | —                        | 32                       | —                        |                                                 | Alive Till I'm Dead  |
| 2011                                                                                      | "5 O'Clock" (T-Pain hợp tác với Wiz Khalifa và Lily Allen)       | 6                        | 29                       | 5                        | 15                       | 90                       | 91                       | —                        | —                        | 27                       | 10                       | - ARIA: Vàng - MC: Bạch kim                     | Revolver             |
| 2013                                                                                      | "True Love" (Pink hợp tác với Lily Allen)                        | 16                       | 5                        | 3                        | 20                       | 52                       | 43                       | 23                       | 19                       | 14                       | 53                       | - ARIA: 2× Bạch kim - MC: Bạch kim - RMNZ: Vàng | The Truth About Love |
| "—" nghĩa là không lọt được vào bảng xếp hạng, hoặc không được phát hành tại quốc gia đó. |                                                                  |                          |                          |                          |                          |                          |                          |                          |                          |                          |                          |                                                 |                      |

### Đĩa đơn quảng bá
| Năm                                                                                       | Tên đĩa đơn         | Vị trí xếp hạng cao nhất | Album                 |
| Năm                                                                                       | Tên đĩa đơn         | UK                       | Album                 |
| ----------------------------------------------------------------------------------------- | ------------------- | ------------------------ | --------------------- |
| 2010                                                                                      | "Back to the Start" | —                        | It's Not Me, It's You |
| 2014                                                                                      | "Sheezus"           | 113                      | Sheezus               |
| 2014                                                                                      | "Bass Like Home"    | —                        | URL Badman - EP       |
| "—" nghĩa là không lọt được vào bảng xếp hạng, hoặc không được phát hành tại quốc gia đó. |                     |                          |                       |

## Các bài hát được xếp hạng khác
| 2006                                                                                 | "Cheryl Tweedy"                                                 | 153 | — | —   | —  | —  | Alright, Still        |
| 2006                                                                                 | "Absolutely Nothing"                                            | 136 | — | —   | —  | —  | Alright, Still        |
| 2009                                                                                 | "Everyone's at It"                                              | 117 | — | —   | —  | —  | It's Not Me, It's You |
| 2013                                                                                 | "Dream a Little Dream" (Robbie Williams hợp tác với Lily Allen) | 144 | — | 160 | 88 | 67 | Swings Both Ways      |
| 2014                                                                                 | "L8 CMMR"                                                       | —   | — | —   | —  | —  | Sheezus               |
| "—" nghĩa là không lọt vào bảng xếp hạng, hoặc không được phát hành tại quốc gia đó. |                                                                 |     |   |     |    |    |                       |

## Xuất hiện khác
| Năm  | Tên bài hát                                                                      | Album                                          |
| ---- | -------------------------------------------------------------------------------- | ---------------------------------------------- |
| 2002 | "Who Invented Fish & Chips? (Who Invented Poo?)" (additional vocals for Fat Les) | Không có                                       |
| 2006 | "Lights Go Down" (backing vocals for Basement Jaxx)                              | Crazy Itch Radio                               |
| 2006 | "Bongo Bong and Je Ne T'Aime Plus" (backing vocals for Robbie Williams)          | Rudebox                                        |
| 2007 | "Wanna Be" (Dizzee Rascal hợp tác với Lily Allen)                                | Maths + English                                |
| 2007 | "Everybody's Changing"                                                           | The Saturday Sessions: The Dermot O'Leary Show |
| 2007 | "Don't Get Me Wrong"                                                             | Radio 1 Established 1967                       |
| 2008 | "Never Miss a Beat" (backing vocals for Kaiser Chiefs)                           | Off with Their Heads                           |
| 2008 | "Always Happens Like That" (Kaiser Chiefs hợp tác với Lily Allen)                | Off with Their Heads                           |
| 2009 | "Straight to Hell" (cùng với Mick Jones)                                         | War Child Presents Heroes                      |
| 2014 | "Shelter You" (cùng với Louis Eliot)                                             | Tarka & Friends: Life                          |
| 2014 | "King Many Layers" (cùng với Fryars)                                             | The Boy In The Hood Mixtape                    |
| 2015 | "Little Soldier"                                                                 | Pan - Soundtrack                               |
| 2015 | "Something's Not Right"                                                          | Pan - Soundtrack                               |

## Video âm nhạc

### Với vai trò hát chính
| Năm  | Tiêu đề                  | Đạo diễn                                             |
| ---- | ------------------------ | ---------------------------------------------------- |
| 2006 | "Smile"                  | Sophie Muller                                        |
| 2006 | "LDN"                    | Nima Nourizadeh                                      |
| 2006 | "Littlest Things"        | Nima Nourizadeh                                      |
| 2007 | "Alfie"                  | Sarah Chatfield                                      |
| 2008 | "The Fear"               | Nez                                                  |
| 2009 | "Not Fair"               | Melina Matsoukas                                     |
| 2009 | "Fuck You"               | Arnaud Boutin, Camille Dauteuille and Clement Dozier |
| 2009 | "22"                     | Jake Scott                                           |
| 2009 | "Who'd Have Known"       | James Caddick                                        |
| 2013 | "Hard out Here"          | Christopher Sweeney                                  |
| 2013 | "Somewhere Only We Know" | Không có                                             |
| 2014 | "Air Balloon"            | That Go                                              |
| 2014 | "Our Time"               | Christopher Sweeney                                  |
| 2014 | "Sheezus"                | Ruffmercy                                            |
| 2014 | "URL Badman"             | The Sacred Egg                                       |
| 2014 | "As Long as I Got You"   | Christopher Sweeney                                  |

### Với vai trò hợp tác
| Năm  | Nhan đề                                                          | Đạo diễn         |
| ---- | ---------------------------------------------------------------- | ---------------- |
| 2002 | "Who Invented Fish And Chips? (Who Invented Poo?)" (Fat Les)     |                  |
| 2007 | "Oh My God" (Mark Ronson hợp tác với Lily Allen)                 | Nima Nourizadeh  |
| 2007 | "Drivin' Me Wild" (Common hợp tác với Lily Allen)                | Chris Robinson   |
| 2010 | "Just Be Good to Green" (Professor Green hợp tác với Lily Allen) | Henry Scholfield |
| 2013 | "True Love" (Pink hợp tác với Lily Allen)                        | Sophie Muller    |